# Zbór Kościoła Adwentystów Dnia Siódmego w Piotrkowie Trybunalskim
Zbór Kościoła Adwentystów Dnia Siódmego w Piotrkowie Trybunalskim – zbór adwentystyczny w Piotrkowie Trybunalskim, należący do okręgu łódzkiego diecezji wschodniej Kościoła Adwentystów Dnia Siódmego w RP.
Pastorem zboru jest kazn. Czesław Czajka. Nabożeństwa odbywają w kościele przy al. 3 Maja 22 każdej soboty o godz. 9.30.
Piotrkowski zbór adwentystyczny został założony w 1940 r. Ponieważ przez wiele lat zbór nie posiadał własnej kaplicy, a nabożeństwa odbywały się w wynajmowanych salach, postanowiono o pozyskaniu na cele sakralne stałego miejsca. Zbór wszedł w posiadanie budynku przy al. Bieruta 22 (obecnie al. 3 Maja), który został wyremontowany i przekształcony w obiekt użyteczności sakralnej. 9 listopada 1985 r. kazn. Stanisław Dąbrowski – przewodniczący Kościoła Adwentystów Dnia Siódmego w Polsce – w asyście licznego duchowieństwa dokonał uroczystego poświęcenia nowego domu modlitwy.